# 平井弘
平井 弘（ひらい ひろし、1936年4月12日 - ）は、日本の歌人。

## 来歴
岐阜県岐阜市生まれ。実家は金津の遊郭であったという。3歳のときに父を結核で亡くし、9歳で母も亡くし、祖母に育てられる。1944年に遊郭がまるごと岐阜市郊外の長森に移転して疎開するという経験をする。高校生のときに作歌を始め、1954年に新聞歌壇で高安国世に採用される。
1960年に小瀬洋喜が岐阜青年歌人会の機関誌として発行した同人誌「斧」の創刊メンバーとなり、2年ほど同誌に拠って活動。60年代の前衛短歌運動を牽引した。1961年に第一歌集『顔をあげる』を発表。その後しばらく歌作から離れるが、冨士田元彦のすすめで「現代短歌 雁」誌上にて復帰し、1976年に第二歌集『前線』を発表。きわめて寡作であり、第一歌集『顔をあげる』から第二歌集『前線』までは15年の間隔をおいて刊行した。第三歌集『振りまはした花のやうに』は第二歌集からさらに30年、第四歌集『遣らず』は第三歌集からさらに15年を経て刊行された。「斧」以降、短歌結社などには一貫して所属していない。
実際には兄はいないが「特攻隊の兄」のイメージを作り上げ、出征する兄を引き止めなかった弟世代の立場を平明な表現で詠むという試みを行い、短歌における虚構論争に口火を切る役割を果たした。初期作品は同世代の大江健三郎の影響を受けており、戦後日本を「村」と把握して、仮構の「村」が変質する過程を描いたと冨士田元彦や菱川善夫から評された。佐佐木幸綱から「言いさしの文体」と形容された文体は、口語短歌の先駆としても評価される。俵万智も「読者が中毒にかかってしまいそうな不思議なリズム感覚」と評しており口語のリズム感覚に影響を受けたことを記している。
戦争について、また戦後の社会について、一貫して独特の少し不気味な語り口で問いかけ続けている。
代表作である「男の子なるやさしさは紛れなくかしてごらんぼくが殺してあげる」（『前線』）は、さまざまに引用され論じられ、不気味ながら愛唱され続けている。

## 著作
- 『顔をあげる』不動工房 1961.6.10
- 『前線』国文社 1976.4.30
- 『平井弘歌集』(現代歌人文庫 20) 国文社 1979.1.20
- 『振りまはした花のやうに』 書肆青雅 2006.12.25
- 『遣らず』短歌研究社 2021.3.10　ISBN 978-4-86272-658-2